# Chiesa di San Nicola dei Cesarini

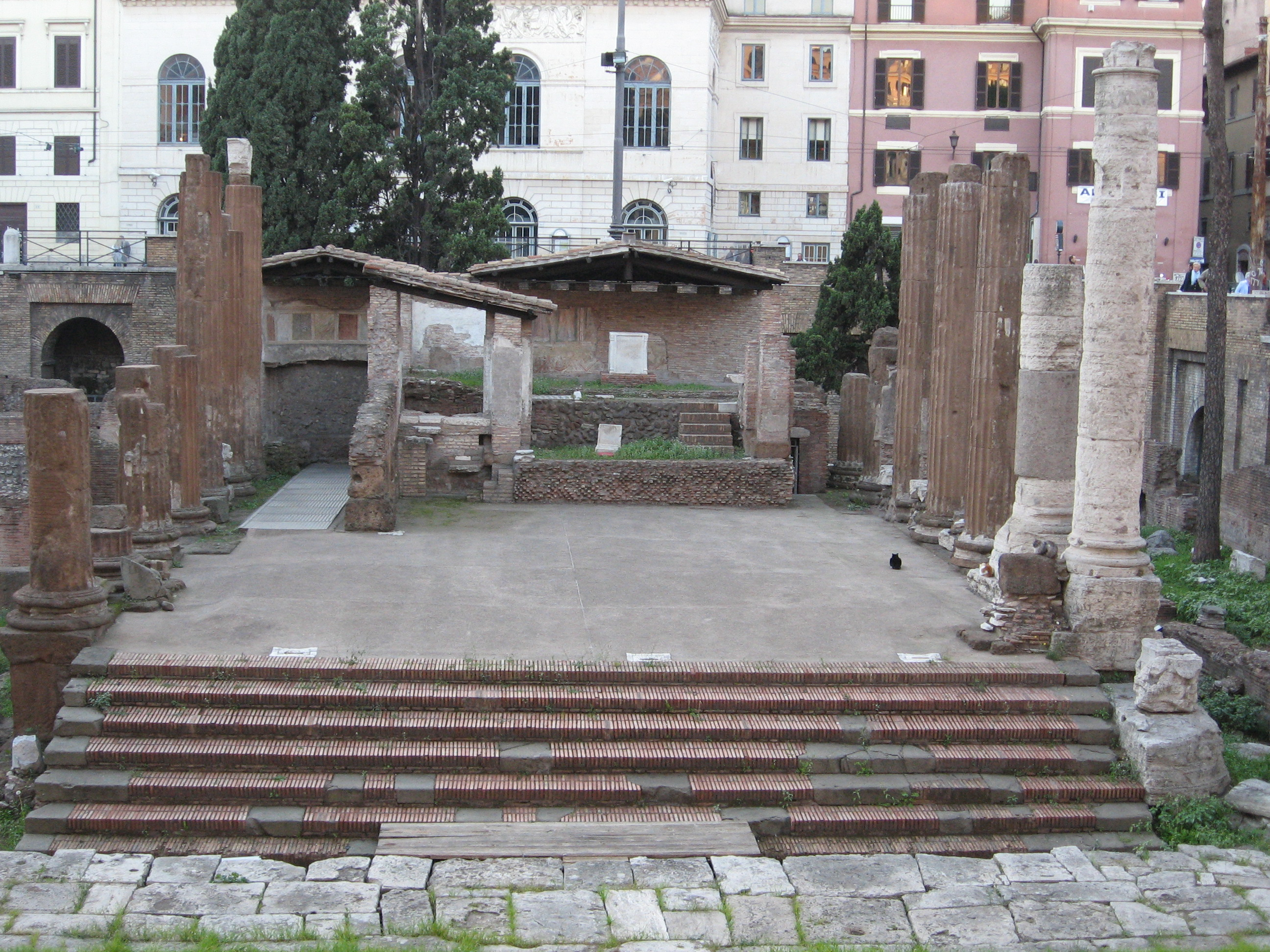
Resti della chiesa medievale di San Nicola de calcarario, sul tempio A dell'area sacra di Torre Argentina.

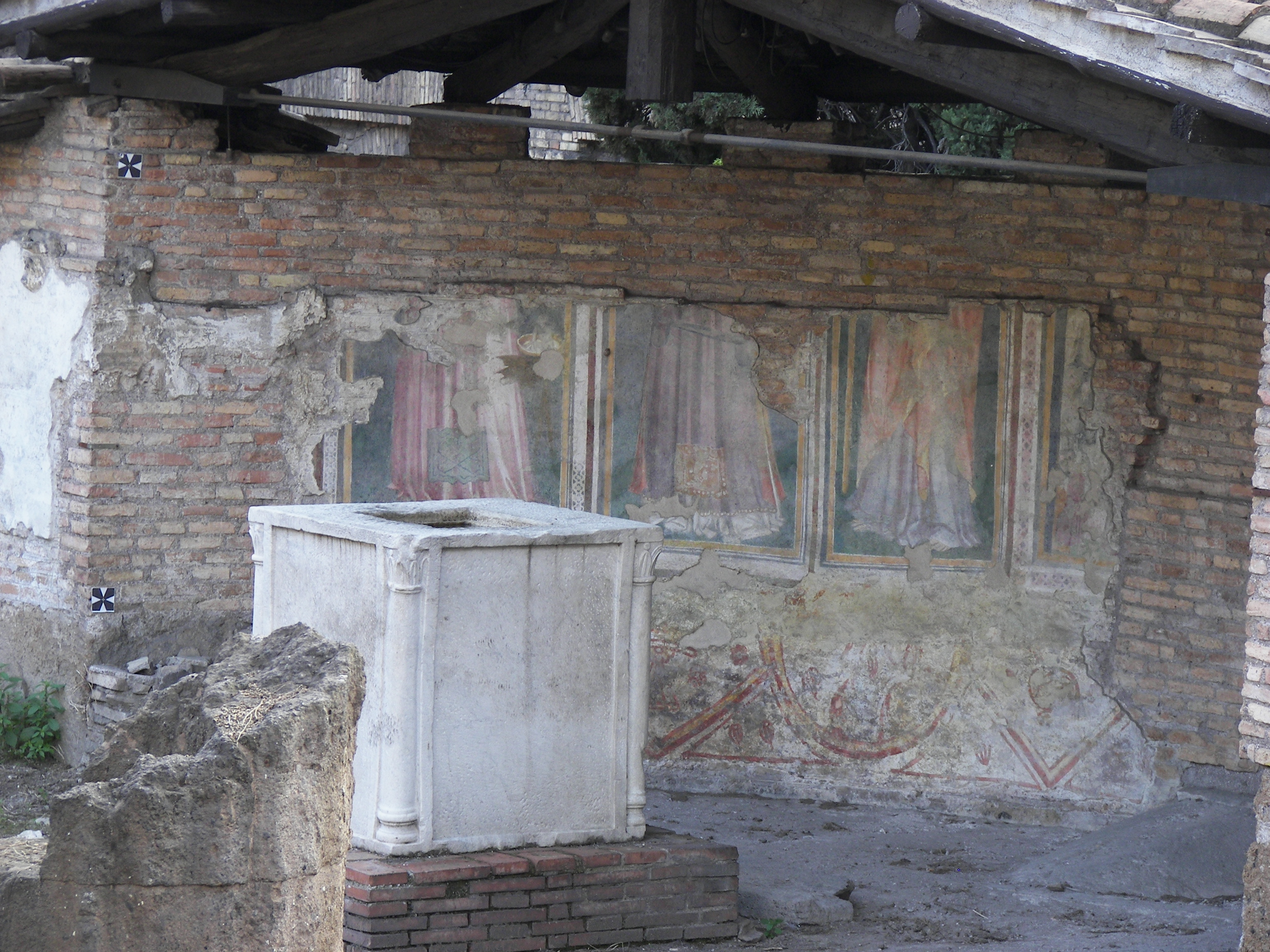
Resti di affresco dell'abside della chiesa di San Nicola de calcarario, con altare.

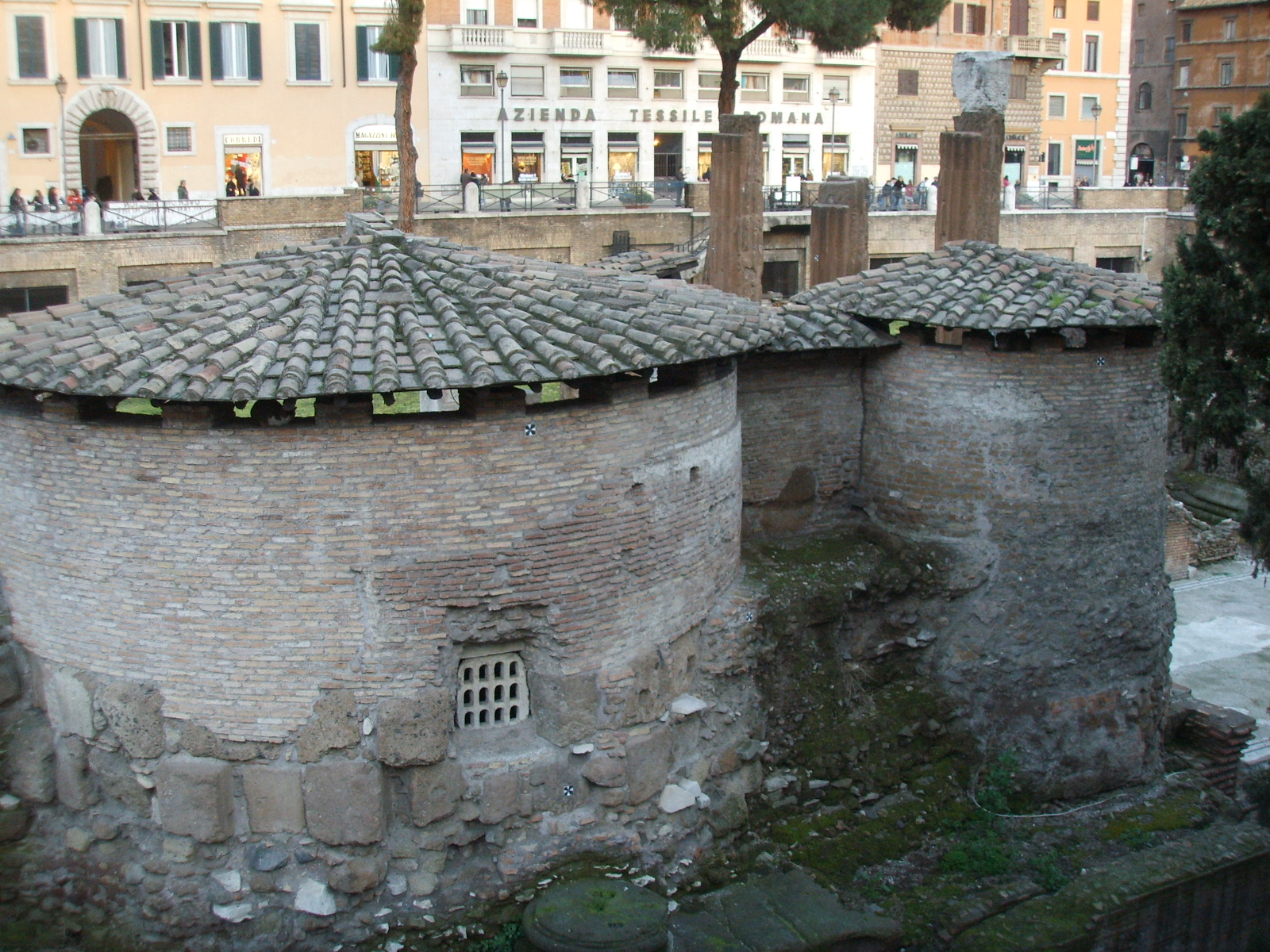
Le absidi della chiesa di San Nicola de calcarario viste dal retro.

La chiesa di San Nicola dei Cesarini è un luogo di culto cattolico scomparso di Roma, nel rione Pigna, ed affacciava sulla piazzetta omonima, anch'essa scomparsa.

## Storia
Tra il 1926 e il 1929, per riportare alla luce i templi dell'area sacra di Torre Argentina, furono demoliti diversi palazzi, scomparvero strade e piazze, e fu demolita anche la chiesa secentesca di San Nicola dei Cesarini. Quest'ultima demolizione riportò alla luce la sottostante chiesa medievale, conosciuta col nome di San Nicola de calcarario, e costruita in corrispondenza del Tempio A dell'area sacra.
L'antica chiesa risale al IX secolo, ma è attestata dai documenti medievali per la prima volta nel XII secolo, in una bolla di papa Urbano III del 1186. Era chiamata de calcarario per la presenza, nella contrada, di forni per la cottura della calce. A proposito di questo appellativo, l'Armellini commenta che:
(Armellini, op. cit., p. 493)
Di questa chiesa oggi restano solo parti della zona absidale e del transetto: le due absidi, una maggiore ed una minore, sono internamente decorate con resti di affreschi raffiguranti effigi di santi; inoltre negli scavi di demolizione è stato trovato un altare del XII secolo, che è stato lasciato sul posto; gli scavi hanno riportato alla luce anche resti di pavimento cosmatesco, alcuni pilastri in laterizio e la cripta semianulare (tipica del IX secolo).
Nel corso del XVII secolo l'antica chiesa fu demolita e rifatta in due occasioni, nel 1611 e nel 1695; in quest'ultima fu affidata da Innocenzo XII ai padri Somaschi. Fu chiamata dei Cesarini per la vicinanza con il palazzo della famiglia romana, anch'esso andato distrutto con le demolizioni del 1926-1929.
Internamente la chiesa presentava due tele di Avanzino Nucci raffiguranti un san Biagio ed un san Carlo; inoltre opere di Marco Benefial all'altare maggiore ed in una cappella laterale.